# Brouwerij Liefmans

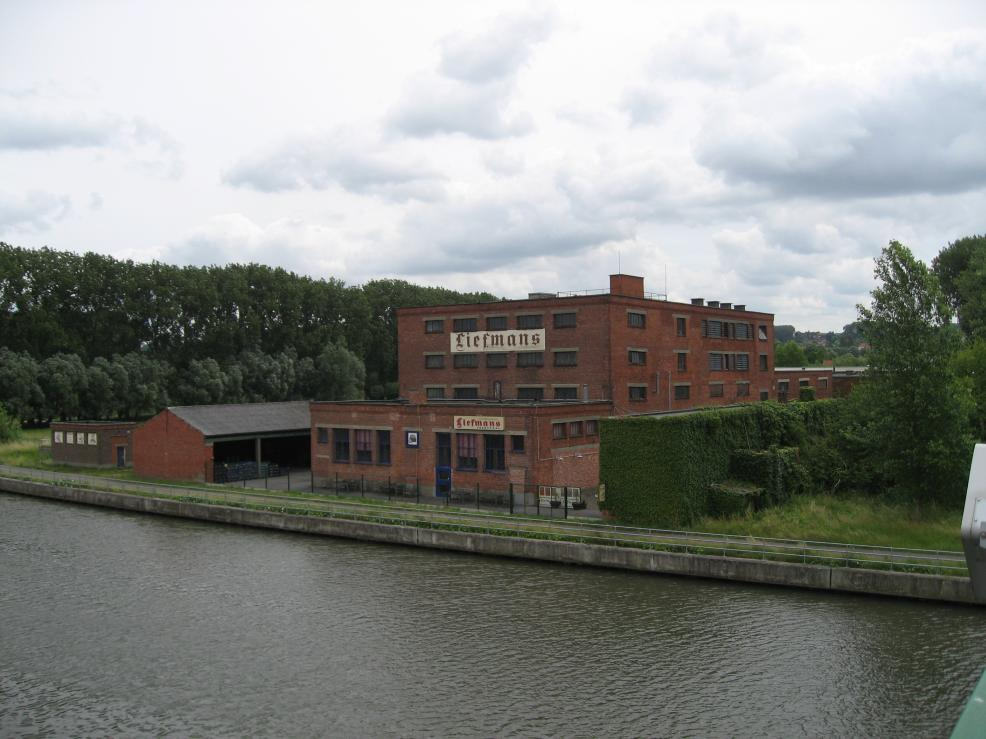
Il birrificio Liefmans

Liefmans Oudenaarde è un birrificio belga fondato nel 1679.
Nel giugno del 2008 il birrificio è stato acquistato dalla Duvel Moortgat.

## Birre prodotte
- Liefmans, 4,2% vol,  oud bruin.
- Liefmans Cuvée-Brut, 6% vol, precedentemente nota come Liefmans Kriek, è una birra particolare, come base per la preparazione viene infatti utilizzata una oud bruin, al posto di un lambic come di solito si usa per la preparazione delle kriek.
- Liefmans Goudenband, 8% vol, Oud Bruin.
- Liefmans Basic Terroir Ale, 5% vol, Oud bruin.